# Свен Вермант
Свен Вермант (фр. Sven Vermant, нар. 4 квітня 1973, Лір) — бельгійський футболіст, що грав на позиції півзахисника. По завершенні ігрової кар'єри — тренер. З початку 2018 року очолює тренерський штаб команди «Васланд-Беверен».
Виступав, зокрема, за клуб «Брюгге» та «Шальке 04», а також національну збірну Бельгії.

## Клубна кар'єра
Народився 4 квітня 1973 року в місті Лір. Вихованець футбольної школи клубу «Гойкт».
У дорослому футболі дебютував 1989 року виступами за команду «Мехелен», взявши участь у 21 матчі чемпіонату.
Своєю грою за цю команду привернув увагу представників тренерського штабу клубу «Брюгге», до складу якого приєднався 1993 року. Відіграв за команду з Брюгге наступні вісім сезонів своєї ігрової кар'єри. Більшість часу, проведеного у складі «Брюгге», був основним гравцем команди і виграв два чемпіонати Бельгії (1996 і 1998), два Кубка Бельгії (1995 і 1996) і три національних Суперкубка (1994, 1996, 1998).
У 2001 році Вермант перейшов в «Шальке 04», де виграв два Кубка Німеччини (2001 і 2002) і двічі став одним з переможців Кубка Інтертото (2003, 2004).
У 2005 році Вермант повернувся в «Брюгге» і виграв з командою ще по одному Кубку і Суперкубку Бельгії. 9 грудня 2007 року Вермант зіграв свій 400 матч за «Брюгге», в якому його команда перемогла «Руселаре» з рахунком 2:1, ставши лише 9-м гравцем в історії клубу, що досяг цієї віхи.
Завершив професійну ігрову кар'єру в аматорському клубі «Роял Кнокке», за який виступав протягом 2008—2010 років у п'ятому за рівнем дивізіоні Бельгії.

## Виступи за збірну
23 серпня 1995 року дебютував в офіційних іграх у складі національної збірної Бельгії в матчі проти збірної Німеччини (1:2).
У складі збірної був учасником чемпіонату світу 2002 року в Японії і Південній Кореї.
Протягом кар'єри у національній команді, яка тривала 10 років, провів у формі головної команди країни 18 матчів.

## Кар'єра тренера
У листопаді 2009 року він підписав контракт до травня 2011 року з «Брюгге», ставши помічником тренера юнацької команди, а потім дубля. Після реструктуризації в «Брюгге» у січні 2011 року він зайняв посаду спортивного директора, пробувши на посаді до 23 травня 2012 року.
Після цього працював головним тренером юнацьких команд «Брюгге» до 10 та до 17 років, а у 2015—2018 роках був тренером дублюючої команди.
У січні 2018 року очолив клуб вищого бельгійського дивізіону «Васланд-Беверен».

## Титули і досягнення
- Чемпіон Бельгії (2):

«Брюгге»: 1995–96, 1997–98
- Володар Кубка Бельгії (3):

«Брюгге» : 1994–95, 1995–96, 2006–07
- Володар Суперкубка Бельгії (4):

«Брюгге» : 1994, 1996, 1998, 2005
- Володар Кубка Німеччини (1):

«Шальке 04»: 2001–02
- Володар Кубка Інтертото (2):

«Шальке 04»: 2003, 2004